# Fertőzés

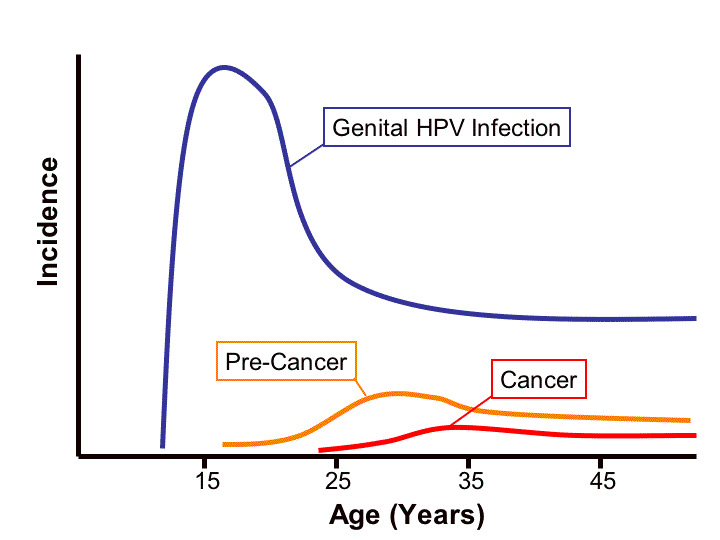
HPV fertőzés (kék vonal) a szexuális tevékenység kezdete után. A legtöbb HPV-fertőzést az immunrendszer spontán módon megszünteti. A rákbetegség előtti elváltozások (narancssárga vonal) és az invazív méhnyakrák (vörös vonal) kialakulása általában sok éves, rákot okozó HPV-típusú tartós fertőzés után következik be

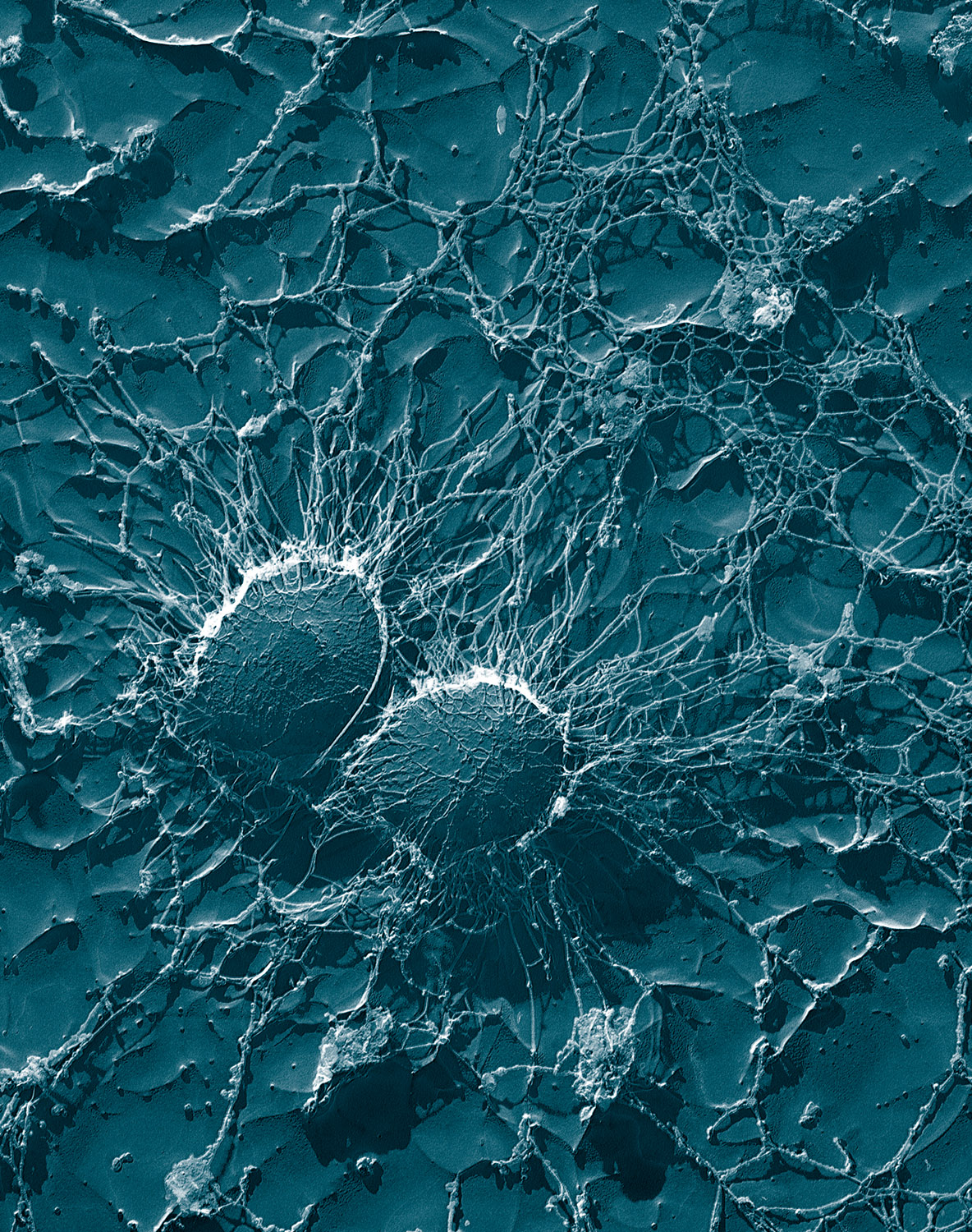
A Staphylococcus aureus baktérium átmérője 0,8–1,0 μm

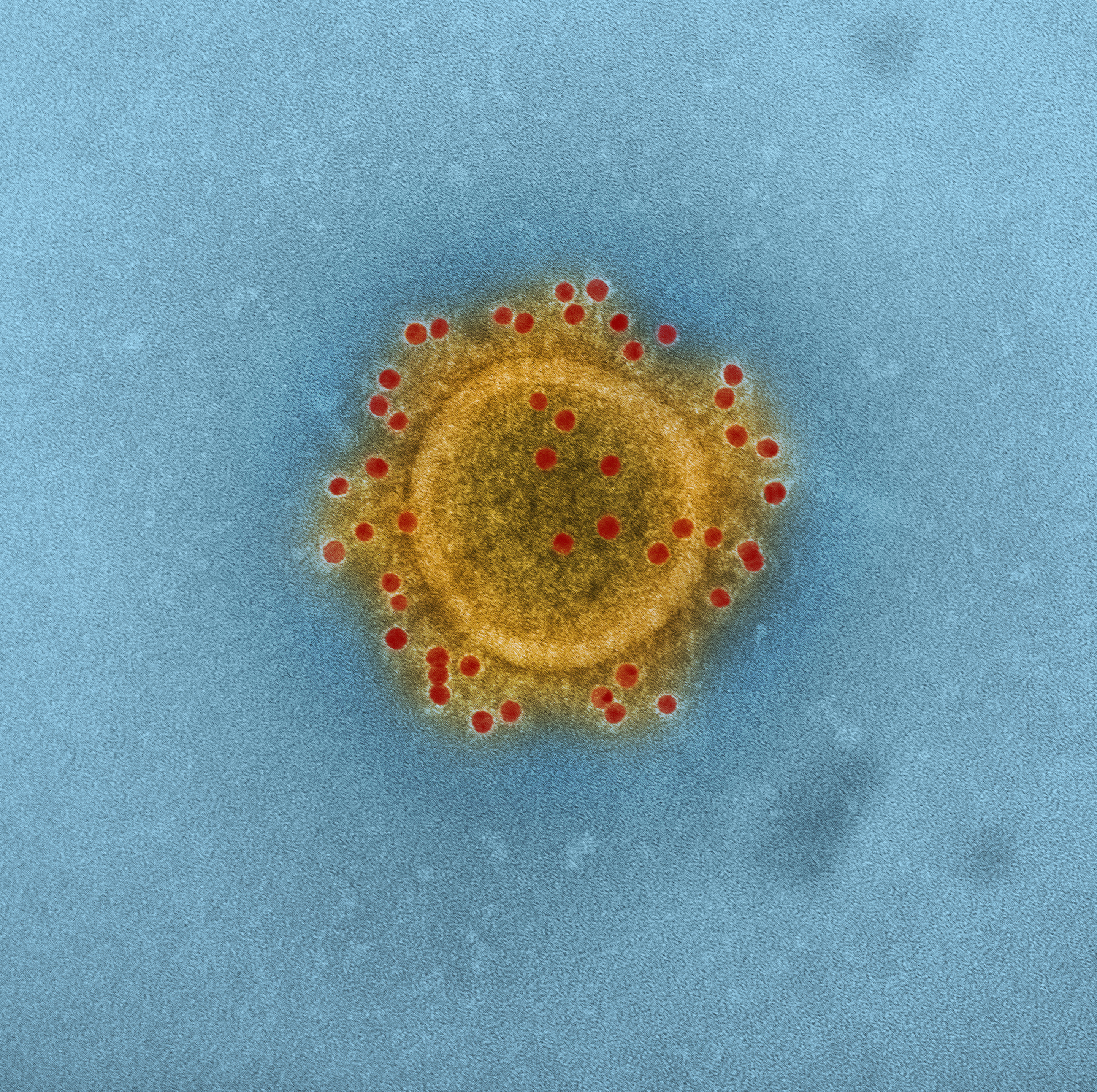
A MERS-CoV koronavírus 0,1 μm

A fertőzés idegen faj káros megtelepedését jelenti a gazdaszervezetben. A fertőzés egy olyan harc, amelyben a fertőző organizmus a gazdaszervezet erőforrásait kívánja felhasználni annak érdekében, hogy a gazdaszervezet költségére szaporodjon. A fertőző élőlény (infektív ágens, ideértve a vírusokat is) a normálistól eltérő funkciót is okozhat, esetleg elpusztíthatja a gazdaszervezetet ez esetben kórokozónak (patogénnek) is nevezzük. Patogén organizmus lehet baktérium, gomba, állati egysejtű (Protozoa), többsejtű állati parazita vagy vírus. Régiesen miazmának nevezték azt a betegséget okozó, egészséget károsító képességet, amely a talaj, a víz és a levegő, vagyis a környezet sajátos megbetegítő tényezői (rothadás, poshadt víz, bűzös szag stb.) Patogén hatású ágens ezeken kívül az organizmusnak nem tekinthető prion is, amely egy megváltozott konformációjú polipeptid. Az orvostudomány azon ága, mely az ilyen jellegű fertőzésekkel foglalkozik, az infektológia és az epidemiológia. A biológia szakterületei közül az immunológia és a mikrobiológia szintén érintett ezen kérdések vizsgálatában.
A vírusok kisméretűek, a legnagyobb közülük kisebb, mint a legkisebb baktérium. A vírusnak csak egy fehérjeburka és genetikai magja van. A baktériumoktól eltérően a vírusok nem képesek életben maradni a gazdaszervezetük nélkül. Csak akkor tudnak szaporodni, ha élő sejtekhez kapcsolódnak. A legtöbb esetben újraprogramozzák a sejteket, hogy új vírusokat készítsenek, amíg a sejtek el nem pusztulnak.
Szinte az összes többsejtű élőlényben találunk idegen fajokból származó kolóniákat, melyek így együtt szimbiózist, kommenzalizmust alkothatnak. Erre példa az anaerob baktériumok jelenléte az emlősök bélrendszerében, vagy a számos Staphylococcus faj, mely az emberi bőrön található, de a hashártyába kerülve, ott sokszorozódni képes, hatalmas terhet jelentve ezzel a hordozónak. Ezek egyike sem tekinthető fertőzésnek. Viszont az ilyen jellegű együttélés és a fertőzés közötti határ meghúzása csak a körülmények kérdése. Egy betegséget nem okozó organizmus is patogénné válhat bizonyos körülmények között, és a legpatogénebb vírus sem tud fertőzni bizonyos körülmények nélkül.

## Fertőzöttség mértéke
Egy kórokozó következtében a gazdaszervezet fertőzöttsége a következő körülményektől függ:
- ahogyan a kórokozó bejut a szervezetbe
- a szervezet melyik régiójához képes kötődni
- az adott kórokozó patogenitása/virulenciája (képessége a gazdaszervezet fertőzésére/károsításának mértékére)
- a bejutó kórokozó száma, minősége (szaporodási képessége)
- a szervezet immunrendszerének állapota

Járvány kialakulásakor, a gazdaszervezetek egymás közötti fertőzésének mértéke az alap szaporodási ráta.

## Megelőzés

### Műtéti szisztémás antibiotikum profilaxis (SZAP)
A műtéti szisztémás antibiotikum profilaxis (SZAP) olyan rövid ideig tartó gyógyszerterápiás eljárás, amelyet a perioperatív időszakban várható fertőzések megelőzésére alkalmaznak. A SZAP elvi alapja az, hogy a választott antibiotikum az operáció időtartama alatt, a műtéti területen effektív szöveti koncentrációban legyen jelen, és hatásos legyen a várható kontamináns kórokozóval szemben. A medicina egyre invazívabb, a szervezet steril részeibe is behatol mind gyakrabban, és bár e beavatkozások gyakran eredményesek, növelik az intra- és posztoperatív infekciók előfordulását.
A sebfertőzés kialakulásának feltétele a mikrobiológiai kontamináció. Ha a csíraszám nagyobb mint 100 000/g szövet a műtéti területen, akkor sebfertőzés alakulhat ki, idegen anyag jelenléte esetén jóval kisebb csíraszám is elegendő az infekció kiváltásához. Virulenciafaktorokkal rendelkező baktériumok, pl. a Staphylococcus aureus, nagyobb eséllyel okoznak infekciót. A sebfertőzések többségében a kórokozó az endogén flórából kerül ki. Vagyis a bőrből, a nyálkahártyáról és a gyomor-bél traktusból egyaránt származhatnak. Az exogén sebfertőzések kórokozói a sebészi csapat tagjaitól és a műtő környezetéből erednek.